# 大峯山寺
大峯山寺（おおみねさんじ）是位在日本奈良縣吉野郡天川村的修驗道寺院。山號「一乘菩提峰」。本尊金剛藏王權現、傳說開基（創立者）為役小角。位在大峰山山上岳的山頂，平安時代初期以來到現在都是女人禁制之山。登錄為世界遺產「紀伊山地的靈場和參拜道」之一部。

## 關連項目
- 大峯奧駈道

## 外部連結
- 役行者靈蹟札所 大峯山寺（页面存档备份，存于）